# Тепер, Эркан
Эркан Тепер (нем. Erkan Teper; род. 18 июня 1982, Ален, Северный Рейн-Вестфалия, Германия) — немецкий профессиональный боксёр (этнический турок), выступающий в супертяжелой весовой категории. Обладатель титулов чемпиона по версиям IBF Inter-Continental (2015), чемпиона Европы по версии EBU (2015), и чемпиона WBC Mediterranean (2011) в супертяжёлом весе.

## Любительская карьера
Любительский рекорд Тепера: 130 побед, 14 поражений. 2 ничьи. Тепер является серебряным призёром чемпионата Германии 2006 года и серебряным призёром Средиземноморских Игр 2008 года.

## Профессиональная карьера
Профессиональную боксёрскую карьеру Эркан начал 4 сентября 2010 года победив немецкого боксёра Марселя Целлера.

#### Бой с Жоаном Дюапа
14 марта 2015 года Дюапа был побежден немецким боксером Эрканом Тепером единогласным решением судей в 12 — раундовом бою. Несмотря на нокдаун, Дюапа выглядел хорошо в бою, выиграл финальный раунды и дал Теперу один из самых тяжелых боёв в его карьере.

#### Бой с Дэвидом Прайсом
17 июля 2015 года состоялся бой Эркан Тепера с британским боксёром Дэвидом Прайсом за вакантный титул чемпиона Европы по версии EBU. Эркан завершил бой во втором раунде нокаутировав Дэвида Прайса и завоевал титул.
19 декабря 2015 года должен был состояться бой Эркан Тепера с финским боксёром Робертом Хелениусом за титул чемпиона Европы по версии EBU, но во время подготовки к бою Эркан получил травму и не смог выйти на ринг. Из-за этого Эркан Тепер был лишён титула чемпиона Европы, но имеет право оспорить его в своем следующем бою с победителем пары Хелениус — Рилл.
23 декабря 2015 года стало известно, что Тепер провалил допинг-тест после боя с британцем Дэвидом Прайсом и этот бой был признан несостоявшимся, а Тепер получил год дисквалификации от Немецкой боксерской федерации и два года от Европейского боксёрского союза. Позже первоначальный результат боя вернули, но дисквалификацию Теперу сохранили.

#### Бой с Кристианом Хаммером
15 октября 2016 года в Гамбурге (Германия) встретился с Кристианом Хаммером. Хаммер победил раздельным решением судей (116—112, 117—112, 113—115) и завоевал вакантный титул чемпиона Европы по версии WBO в тяжёлом весе.

## Статистика профессиональных боёв
В таблице перечислены результаты всех поединков боксёров.
В каждой строке указан результат поединка. Дополнительно номер поединка обозначен цветом, который обозначает итог поединка. Расшифровка обозначений и цветов представлена в нижеследующей таблице.
| Пример | Расшифровка                     |
| ------ | ------------------------------- |
|        | Победа                          |
|        | Ничья                           |
|        | Поражение                       |
|        | Планируемый поединок            |
|        | Поединок признан несостоявшимся |
| КО     | Нокаут                          |
| ТКО    | Технический нокаут              |
| PTS    | Решение судей (по очкам)        |
| UD     | Единогласное решение судей      |
| MD     | Решение большинства судей       |
| SD     | Раздельное решение судей        |
| RTD    | Отказ от продолжения боя        |
| DQ     | Дисквалификация                 |
| NC     | Поединок признан несостоявшимся |

| 26 поединков, 21 победа (13 нокаутом), 1 ничья, 4 поражения. | 26 поединков, 21 победа (13 нокаутом), 1 ничья, 4 поражения. | 26 поединков, 21 победа (13 нокаутом), 1 ничья, 4 поражения. | 26 поединков, 21 победа (13 нокаутом), 1 ничья, 4 поражения. | 26 поединков, 21 победа (13 нокаутом), 1 ничья, 4 поражения. | 26 поединков, 21 победа (13 нокаутом), 1 ничья, 4 поражения. | 26 поединков, 21 победа (13 нокаутом), 1 ничья, 4 поражения.                                                                                 |
| Бой                                                          | Рекорд                                                       | Дата боя                                                     | Соперник                                                     | Место проведения боя                                         | Раундов, время                                               | Дополнительно |
| ------------------------------------------------------------ | ------------------------------------------------------------ | ------------------------------------------------------------ | ------------------------------------------------------------ | ------------------------------------------------------------ | ------------------------------------------------------------ | --- |
| 26                                                           | 21-4-1                                                       | 21 октября 2023                                              | Джуар Эль Шейх (21-0)                                        | Fit and Fight, Ойскирхен, Северный Рейн-Вестфалия, Германия  | PTS 6 (6)                                                    | Счёт: 57-57. |
| 25                                                           | 21-4                                                         | 23 сентября 2021                                             | Арсланбек Махмудов (12-0)                                    | Центр Vidéotron, Квебек, провинция Квебек, Канада            | RTD 1 (10), 3:00                                             | Бой за титулы чемпиона по версиям NABA и NABF в тяжёлом весе.                                                                                |
| 24                                                           | 21-3                                                         | 8 февраля 2020                                               | Никита Нестеренко (1-2)                                      | Гёппинген, Баден-Вюртемберг, Германия                        | UD 4 (4)                                                     | |
| 23                                                           | 20-3                                                         | 22 июня 2019                                                 | Самир Баракович (3-28)                                       | Ванген-им-Алльгой, Баден-Вюртемберг, Германия                | TKO 3 (8), 1:30                                              | |
| 22                                                           | 19-3                                                         | 29 сентября 2018                                             | Роберт Хелениус (27-2)                                       | Вальденбух, Баден-Вюртемберг, Германия                       | KO 8 (12), 3:00                                              | Бой за вакантный титул чемпиона по версии IBF Inter-Continental в тяжёлом весе.                                                              |
| 21                                                           | 19-2                                                         | 28 апреля 2018                                               | Давид Горгиладзе (10-10)                                     | Клоппенбург, Нижняя Саксония, Германия                       | TKO 2 (6), 1:05                                              | |
| 20                                                           | 18-2                                                         | 24 октября 2017                                              | Евгениос Лазаридис (11-0)                                    | Лайнфельден-Эхтердинген, Баден-Вюртемберг, Германия          | PTS 10 (10)                                                  | Счёт: 96-95. |
| 19                                                           | 17-2                                                         | 21 июля 2017                                                 | Золтан Чала (11-11)                                          | Швебиш-Гмюнд, Баден-Вюртемберг, Германия                     | TKO 1 (8), 2:46                                              | |
| 18                                                           | 16-2                                                         | 18 марта 2017                                                | Мариуш Вах (32-2)                                            | Лейпциг, Германия                                            | UD 12 (12)                                                   | Счёт: 112-116, 113-115 (дважды). Бой за вакантный титул чемпиона Европы по версии IBF в тяжёлом весе.                                        |
| 17                                                           | 16-1                                                         | 15 октября 2016                                              | Кристиан Хаммер (19-4)                                       | Гамбург, Германия                                            | SD 12 (12)                                                   | Счёт: 112-116, 112-117, 115-113. Бой за вакантный титул чемпиона Европы по версии WBO в тяжёлом весе.                                        |
| 16                                                           | 16-0                                                         | 3 июля 2016                                                  | Деррик Росси (30-11)                                         | Люнебург, Нижняя Саксония, Германия                          | UD 10 (10)                                                   | Счёт: 98-92 97-93 96-94. |
| 15                                                           | 15-0                                                         | 17 июля 2015                                                 | Дэвид Прайс (19-2)                                           | Людвигсбург, Баден-Вюртемберг, Германия                      | KO 2 (12), 0:52                                              | Завоевал вакантный титул чемпиона Европы по версии EBU в тяжёлом весе. По результатам допинг-пробы Эркана Тепера бой признан несостоявшимся. |
| 14                                                           | 14-0                                                         | 14 марта 2015                                                | Жоан Дюапа (31-1)                                            | Штутгарт, Баден-Вюртемберг, Германия                         | UD 12 (12)                                                   | Счёт: 115-112, 116-111 (дважды). Завоевал вакантный титул чемпиона по версии IBF Inter-Continental в тяжелом весе.                           |
| 13                                                           | 13-0                                                         | 13 июня 2014                                                 | Невфель Уата (12-0)                                          | Bavaria Filmgelaende, Мюнхен, Бавария, Германия              | RTD 6 (12), 3:00                                             | Завоевал вакантный титул чемпиона Европейского союза по версии EBU-EU в тяжёлом весе.                                                        |
| 12                                                           | 12-0                                                         | 16 ноября 2013                                               | Мартин Роган (16-4)                                          | Людвигсбург, Баден-Вюртемберг, Германия                      | KO 1 (10), 1:25                                              | |
| 11                                                           | 11-0                                                         | 31 августа 2013                                              | Майкл Спротт (37-20)                                         | Münsterplatz, Базель, Швейцария                              | TKO 1 (10), 2:41                                             | |
| Бой                                                          | Рекорд                                                       | Дата боя                                                     | Соперник                                                     | Место проведения боя                                         | Раундов, время                                               | Дополнительно |

## Спортивные достижения

### Профессиональные
- 2014  Чемпион Европейского союза по версии EBU-EU.
- 2015  Чемпион Европы по версии EBU.